# El Crucero, Sonora
El Crucero är en ort i Mexiko.   Den ligger i kommunen Imuris och delstaten Sonora, i den nordvästra delen av landet, 1 700 km nordväst om huvudstaden Mexico City. El Crucero ligger 827 meter över havet och antalet invånare är 674.
Terrängen runt El Crucero är kuperad åt sydväst, men åt nordost är den platt. El Crucero ligger nere i en dal. Runt El Crucero är det glesbefolkat, med 10 invånare per kvadratkilometer. Närmaste större samhälle är Magdalena de Kino, 18,2 km sydväst om El Crucero. Omgivningarna runt El Crucero är i huvudsak ett öppet busklandskap.